# الأرطاوي (الدوادمي)
الأرطاوي، هي قرية من فئة (أ) تقع في محافظة الدوادمي، والتابعة لمنطقة الرياض في السعودية. وتبعد الأرطاوي عن محافظة الدوادمي بمسافة تقارب (130) كم.

## التأسيس
تأسس الأرطاوي عام 1337 هـ بأمر من جلالة الملك عبد العزيز ويضم مركز الارطاوي ستة مراكز أمنية هي وثيلان وعشيران والارطاوي الجديد والدمثي والعليا والمطاوي بالإضافة إلى ست عشرة قرية وهجرة وتولي قعدان بن درويش اميرا علي أهل الأرطاوي عقب تاسيسها.

## الموقع الجغرافي
تقع على طريق الرياض - القصيم القديم بمسافة تبعد عن مدينة الرياض بما يقارب (280) في الشمال الغربي من منطقة الرياض

## التعداد السكاني
وفقا لآخر احصائيات فإن التعداد السكاني كان 11 ألف نسمة وفقا لما ذكر بجريدة الرياض عام 2010